# Kppp
kppp, ovvero "KDE Point-to-Point Protocol" è un programma per la gestione di connessioni punto a punto con il protocollo PPP per l'ambiente desktop KDE. Fa parte del modulo kdenetwork di KDE.
Kppp viene solitamente utilizzato per connettersi, tramite modem e linea telefonica, a un fornitore di servizi internet, ma generalmente può essere usato anche dove è richiesto l'uso del protocollo di rete PPP. Il programma fornisce un'interfaccia grafica per la configurazione e la gestione del demone pppd.
Come tutte le applicazioni di KDE, kppp usa le librerie Qt della Trolltech, che fornisce il look and feel e alcuni controlli per l'applicazione.

## Funzioni
- Account telefonico: aiuta a gestire la bolletta telefonica.
- Configurazione della rete: DNS, IP, ...
- Opzioni del Modem: volume, posizione del dispositivo (esempio: /dev/modem)
- Stampa un grafico dei pacchetti ricevuti e di quelli inviati.
- Fornisce un'icona nel vassoio di sistema che tramite delle lampade mostra il trasferimento dei pacchetti.